# NHK 마쓰에 방송국

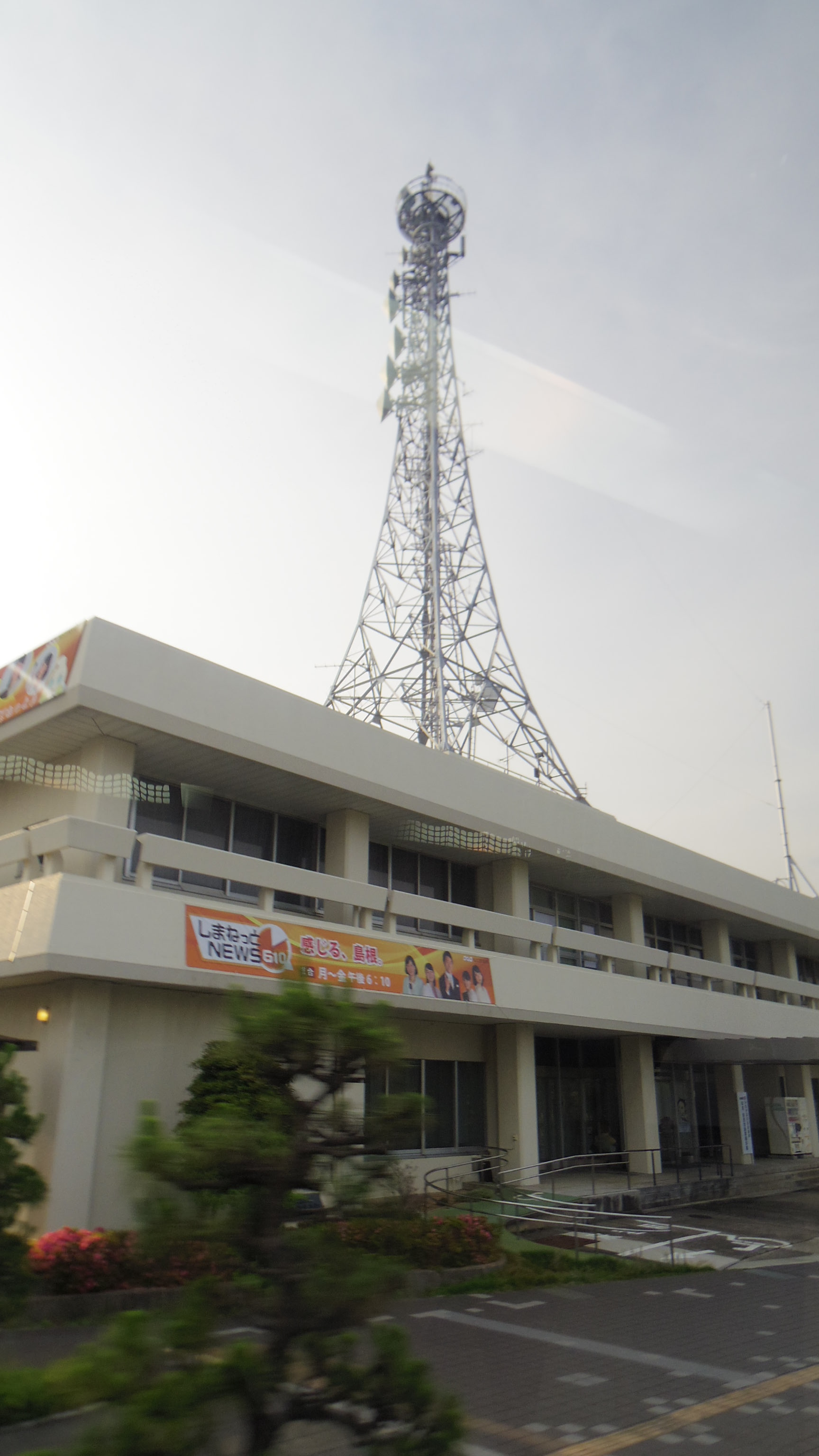

NHK 마쓰에 방송국(松江 放送局)은 시마네현을 방송구역으로 하는 NHK의 지역방송국이며 중파·FM라디오·텔레비전 방송을 담당하고 있다.
시마네 현과 돗토리현이 방송 상호연결을 하기 때문에 돗토리 현 요나고 지구에서도 시청이 가능하다.

## 연혁
- 1933년 7월 7일 개국
- 1959년 10월 28일 종합 텔레비전 방송 개시
- 2006년 10월 1일 지상파 디지털 텔레비전 방송 개시
- 2011년 7월 24일 지상파 아날로그 텔레비전 방송 종료

## 채널·주파수

### 텔레비전 방송
- 종합 텔레비전 마쓰에본국 21ch(JOTK-DTV)
- 교육 텔레비전 마쓰에본국 19ch(JOTB-DTV)

### 라디오 방송
- 라디오 제1방송(콜사인:JOTK)
  - 마쓰에 1296kHz 출력：10kW
  - 하마다 1026kHz

- 라디오 제2방송(콜사인:JOTB)
  - 마쓰에 1593kHz 출력：10kW
  - 하마다 1359kHz

- FM방송(콜사인:JOTK-FM)
  - 마쓰에 84.5MHz 출력：500W
  - 하마다 85.8MHz

## 돗토리현·시마네현에 있는 다른 텔레비전·라디오 방송국
- NHK 돗토리 방송국
- 니혼카이 TV(NKT)(니혼 TV 계열)
- 산인 방송(BSS)(TV는 도쿄 방송 계열, 라디오는 JRN・NRN 계열)
- 산인 중앙 TV 방송(TSK)(후지 TV 계열)
- FM산인(JFN계열)